# Nati nel 1848
| Questa pagina contiene informazioni ricavate automaticamente dalle voci biografiche con l'ausilio del template Bio e di un bot. L'aggiornamento è periodico e automatico e ricostruisce completamente la pagina. Se manca una persona in questa lista, sei pregato di non aggiungerla, ma accertati piuttosto che la sua voce biografica contenga il template Bio e che i dati anagrafici siano correttamente compilati. Se il template Bio manca, inseriscilo tu stesso o, in alternativa, metti l'avviso {{tmp\|Bio}} che ne segnala la mancanza. Se i dati riportati sono sbagliati, correggi direttamente la voce biografica; le modifiche saranno visibili in questa lista entro pochi giorni. Per chiarimenti vedi il progetto biografie. La lista contiene solo le 521 persone che sono citate nell'enciclopedia e per le quali è stato implementato correttamente il template Bio. Pagina aggiornata al 18 ago 2025. |

## Gennaio(46)
- 1º gennaio - Clara T. Bracy, attrice britannica († 1941)
- 1º gennaio - Vladimiro, religioso e santo russo († 1918)
- 2 gennaio - James Benton Grant, imprenditore, ingegnere minerario e militare statunitense († 1911)
- 3 gennaio - Ippolito Niccolini, politico e imprenditore italiano († 1919)
- 4 gennaio - Katsura Tarō, militare e politico giapponese († 1913)
- 4 gennaio - Heinrich Suter, matematico svizzero († 1922)
- 5 gennaio - Siegfried Popper, ammiraglio e ingegnere austro-ungarico († 1933)
- 6 gennaio - Hristo Botev, poeta e giornalista bulgaro († 1876)
- 6 gennaio - Uberto Dell'Orto, pittore e incisore italiano († 1895)
- 6 gennaio - Manuel González Prada, scrittore, critico letterario e politico peruviano († 1918)
- 7 gennaio - Giovanni Battista Bosdari, politico italiano († 1900)
- 7 gennaio - Arrigo Tamassia, medico italiano († 1917)
- 7 gennaio - Ignatz Urban, botanico tedesco († 1931)
- 9 gennaio - Federica di Hannover, nobildonna († 1926)
- 11 gennaio - Edward Fisher, organista e direttore d'orchestra canadese († 1913)
- 12 gennaio - Franz von Soxhlet, chimico tedesco († 1926)
- 13 gennaio - Antonietta Brandeis, pittrice italiana († 1926)
- 13 gennaio - Lilla Cabot Perry, pittrice statunitense († 1933)
- 16 gennaio - Petar Velimirović, politico serbo († 1911)
- 18 gennaio - Fernand Pelez, pittore francese († 1913)
- 18 gennaio - Ioan Slavici, scrittore rumeno († 1925)
- 19 gennaio - Giovanni Battista Amendola, scultore italiano († 1887)
- 19 gennaio - Arturo Graf, poeta, aforista e critico letterario italiano († 1913)
- 19 gennaio - Minor C. Keith, imprenditore statunitense († 1929)
- 19 gennaio - Hermann Kretzschmar, compositore, insegnante e filosofo tedesco († 1924)
- 19 gennaio - Matthew Webb, britannico († 1883)
- 20 gennaio - Raimundo Fernández Villaverde, politico spagnolo († 1905)
- 21 gennaio - Luís Cruls, astronomo belga († 1908)
- 21 gennaio - Henri Duparc, compositore francese († 1933)
- 22 gennaio - Giovanni Petrini, politico italiano
- 23 gennaio - Henri Biva, pittore francese († 1929)
- 23 gennaio - Julius Hoste, scrittore e imprenditore belga († 1933)
- 23 gennaio - Leopoldo Pasqualetti, fantino italiano
- 23 gennaio - Grigorij Pavlovič Čuchnin, ammiraglio russo († 1906)
- 24 gennaio - Charles Aubert, ammiraglio francese († 1915)
- 24 gennaio - Vasilij Ivanovič Surikov, pittore russo († 1916)
- 25 gennaio - Ekaterina Ottovna Vazem, ballerina russa († 1937)
- 26 gennaio - Pio Foà, medico e politico italiano († 1923)
- 27 gennaio - Angelo Salmoiraghi, imprenditore, ottico e ingegnere italiano († 1939)
- 27 gennaio - Tōgō Heihachirō, ammiraglio giapponese († 1934)
- 29 gennaio - Nicola Balenzano, politico italiano († 1919)
- 29 gennaio - Francesco Mosso, pittore italiano († 1877)
- 29 gennaio - Francesco Tamburini, architetto italiano († 1891)
- 30 gennaio - Frank Bowden, imprenditore inglese († 1921)
- 30 gennaio - Ferdinand Mannlicher, inventore austriaco († 1904)
- 31 gennaio - Nathan Straus, imprenditore tedesco († 1931)

## Febbraio(42)
- 2 febbraio - Tommaso Senise, politico italiano († 1920)
- 3 febbraio - Agostino Casini, politico italiano († 1892)
- 3 febbraio - Jørgen Løvland, politico norvegese († 1922)
- 3 febbraio - Ippolit Nikitič Myškin, rivoluzionario russo († 1885)
- 4 febbraio - Jean Aicard, poeta, scrittore e drammaturgo francese († 1921)
- 4 febbraio - Hermann von Hatzfeldt, militare e politico tedesco († 1933)
- 5 febbraio - Joris-Karl Huysmans, scrittore, poeta e giornalista francese († 1907)
- 5 febbraio - Luigi Mancinelli, direttore d'orchestra, compositore e violoncellista italiano († 1921)
- 5 febbraio - Louis Schmeisser, inventore tedesco († 1917)
- 5 febbraio - Belle Starr, pistolera statunitense († 1889)
- 5 febbraio - Nicoline Weywadt, fotografa islandese († 1921)
- 6 febbraio - Eduardo Adaro Magro, architetto spagnolo († 1906)
- 6 febbraio - Maria Beccadelli di Bologna, nobile italiana († 1929)
- 6 febbraio - Siegmund Günther, geografo e matematico tedesco († 1923)
- 10 febbraio - Anna Boch, pittrice belga († 1936)
- 11 febbraio - Alceste Campriani, pittore italiano († 1933)
- 11 febbraio - Giovanni Emanuel, attore teatrale italiano († 1902)
- 12 febbraio - Beriah Gwynfe Evans, giornalista, drammaturgo e politico gallese († 1927)
- 12 febbraio - Otto Pettersson, chimico e oceanografo svedese († 1941)
- 12 febbraio - Alessandro Zezzos, pittore italiano († 1914)
- 13 febbraio - Auguste Baud-Bovy, pittore svizzero († 1899)
- 13 febbraio - Clemente Caldesi, avvocato e politico italiano († 1923)
- 13 febbraio - Hermann von Eichhorn, generale prussiano († 1918)
- 13 febbraio - Martha Watts, insegnante, educatrice e missionaria statunitense († 1909)
- 14 febbraio - Benjamin Baillaud, astronomo francese († 1934)
- 15 febbraio - Paul Groussac, scrittore e critico letterario argentino († 1929)
- 15 febbraio - Antoine Magnin, botanico e medico francese († 1926)
- 16 febbraio - Octave Mirbeau, giornalista, scrittore e critico d'arte francese († 1917)
- 16 febbraio - Hugo de Vries, biologo olandese († 1935)
- 17 febbraio - Giuseppe Ippolito Franchi-Verney della Valetta, musicologo e critico musicale italiano († 1911)
- 18 febbraio - Carlos Baliño, scrittore e politico cubano († 1926)
- 18 febbraio - Lorenzo Bonazzi, generale e politico italiano († 1925)
- 18 febbraio - Louis Comfort Tiffany, artista e designer statunitense († 1933)
- 19 febbraio - Bruno Piglhein, pittore tedesco († 1894)
- 23 febbraio - George Montgomerie, XV conte di Eglinton, nobile scozzese († 1919)
- 24 febbraio - Grant Allen, scrittore e naturalista canadese († 1899)
- 24 febbraio - Lemmo Rossi-Scotti, pittore italiano († 1926)
- 25 febbraio - Eugène-Melchior de Vogüé, politico, critico letterario e slavista francese († 1910)
- 25 febbraio - Guglielmo II di Württemberg, re († 1921)
- 26 febbraio - Léon de Janzé, dirigente sportivo e politico francese († 1910)
- 27 febbraio - Hubert Parry, compositore e docente inglese († 1918)
- 29 febbraio - Arthur Giry, diplomatista, paleografo e storico francese († 1899)

## Marzo(40)
- 1º marzo - Augustus Saint-Gaudens, scultore statunitense († 1907)
- 3 marzo - Gustav Fischer, esploratore e medico tedesco († 1886)
- 3 marzo - Frank McLaury, pistolero statunitense († 1881)
- 4 marzo - Pasquale Clemente, politico e agronomo italiano († 1925)
- 5 marzo - Rita Lopes de Almeida, religiosa portoghese († 1913)
- 7 marzo - Sophie Croizette, attrice teatrale francese († 1901)
- 7 marzo - Silviano Brandão, politico brasiliano († 1902)
- 8 marzo - Luigi Manini, scenografo e architetto italiano († 1936)
- 8 marzo - Nicolò Rezzara, sociologo e politico italiano († 1915)
- 10 marzo - Angelo De Vincenti, medico italiano († 1913)
- 10 marzo - Albert Fraenkel, medico tedesco († 1916)
- 10 marzo - Kate Sheppard, attivista britannica († 1934)
- 10 marzo - Will Thompson, arciere statunitense († 1918)
- 12 marzo - Cyrill Kistler, compositore, teorico della musica e insegnante tedesco († 1907)
- 12 marzo - Pio Pontremoli, dirigente d'azienda, imprenditore e ingegnere italiano († 1919)
- 13 marzo - Bolesław Hieronim Kłopotowski, arcivescovo cattolico polacco († 1903)
- 14 marzo - Albert Robida, scrittore, illustratore e giornalista francese († 1926)
- 14 marzo - Lise Tréhot, modella francese († 1922)
- 18 marzo - Guerrino Amelli, presbitero e letterato italiano († 1933)
- 18 marzo - Alessandro Anselmi, patriota e politico italiano († 1932)
- 18 marzo - Luisa di Sassonia-Coburgo-Gotha, nobile († 1939)
- 18 marzo - Johann von Pallavicini, diplomatico e politico austro-ungarico († 1941)
- 19 marzo - Wyatt Earp, pistolero statunitense († 1929)
- 19 marzo - Eduard Raehlmann, oculista tedesco († 1917)
- 20 marzo - George Thibaut, indologo tedesco († 1914)
- 21 marzo - Cristiano Kraft di Hohenlohe-Öhringen, politico tedesco († 1926)
- 22 marzo - Harry Bresslau, storico e diplomatista tedesco († 1926)
- 22 marzo - Sarah Purser, artista irlandese († 1943)
- 23 marzo - Raffaele Cappelli, politico e diplomatico italiano († 1921)
- 23 marzo - Nicolò Garaventa, insegnante italiano († 1917)
- 23 marzo - Sydney Grundy, drammaturgo e librettista inglese († 1914)
- 23 marzo - Antonio Ronzon, letterato e storico italiano († 1905)
- 24 marzo - Jules Tannery, matematico francese († 1910)
- 25 marzo - Aleksej Nikolaevič Kuropatkin, generale russo († 1925)
- 26 marzo - John Churton Collins, critico letterario, giornalista e saggista inglese († 1908)
- 28 marzo - Fabrizio Colonna Avella, politico italiano († 1923)
- 30 marzo - Carlo Maria di Borbone-Spagna, nobile († 1909)
- 30 marzo - Carlo Dell'Acqua, politico e imprenditore italiano († 1918)
- 30 marzo - Ödön Rádl, giurista e scrittore rumeno († 1916)
- 31 marzo - William Astor, I visconte Astor, avvocato e politico statunitense († 1919)

## Aprile(35)
- 1º aprile - Giulia Turco Turcati Lazzari, scrittrice italiana († 1912)
- 2 aprile - Pietro D'Ayala Valva, nobile e politico italiano († 1923)
- 2 aprile - Robert V. Ferguson, attore scozzese († 1913)
- 2 aprile - Raoul Mesnier de Ponsard, ingegnere portoghese († 1914)
- 3 aprile - Georges Ohnet, letterato e scrittore francese († 1918)
- 3 aprile - Arturo Prat, ufficiale cileno († 1879)
- 4 aprile - Giuseppe Tomassetti, storico italiano († 1911)
- 4 aprile - Georges Moreau de Tours, pittore francese († 1901)
- 5 aprile - Leonardo Bianchi, neurologo, psichiatra e politico italiano († 1927)
- 5 aprile - William Copeland Borlase, antiquario e politico britannico († 1899)
- 5 aprile - Ulrich Wille, generale svizzero († 1925)
- 6 aprile - Florestano de Larderel, nobile, imprenditore e politico italiano († 1925)
- 7 aprile - Randall Davidson, arcivescovo anglicano britannico († 1930)
- 7 aprile - Enrico Pucci, scienziato italiano († 1891)
- 7 aprile - Charles Turner, pittore statunitense († 1908)
- 9 aprile - Alexandre Bisson, commediografo, romanziere e librettista francese († 1912)
- 9 aprile - Pierre Daniël Chantepie de la Saussaye, storico delle religioni olandese († 1920)
- 9 aprile - Pio Carlo Falletti, storico italiano († 1933)
- 9 aprile - Helene Lange, pedagogista e politica tedesca († 1930)
- 9 aprile - Ezequiel Moreno, vescovo cattolico e santo spagnolo († 1906)
- 10 aprile - Hubertine Auclert, attivista francese († 1914)
- 10 aprile - Karl Nobiling, anarchico tedesco († 1878)
- 11 aprile - Carmen Sallés y Barangueras, religiosa spagnola († 1911)
- 13 aprile - Oskar Lenz, geologo, mineralogista e esploratore tedesco († 1925)
- 14 aprile - Enrico Tarenghi, pittore italiano († 1938)
- 20 aprile - Kurd Laßwitz, scrittore, scienziato e filosofo tedesco († 1910)
- 21 aprile - Francis Charmes, giornalista, diplomatico e editore francese († 1916)
- 21 aprile - Carl Stumpf, filosofo e psicologo tedesco († 1936)
- 22 aprile - Alexander von Winiwarter, medico austriaco († 1917)
- 25 aprile - Ivan Jakovlevič Jakovlev, linguista, pedagogo e traduttore russo († 1930)
- 27 aprile - Carlo Gallini, avvocato e politico italiano († 1927)
- 27 aprile - Aristide Naccari, architetto e storico italiano († 1914)
- 28 aprile - Ludvig Schytte, pianista e compositore danese († 1909)
- 29 aprile - Raja Ravi Varma, pittore indiano († 1906)
- 30 aprile - Eugène Simon, naturalista francese († 1924)

## Maggio(38)
- 1º maggio - James Ford Rhodes, storico e scrittore statunitense († 1927)
- 1º maggio - Robert Smith, calciatore scozzese († 1914)
- 3 maggio - Otto Bütschli, biologo, entomologo e botanico tedesco († 1920)
- 7 maggio - József Kauser, architetto ungherese († 1919)
- 7 maggio - Pio Nevi, trombonista e direttore di banda italiano († 1930)
- 7 maggio - Heinrich Streintz, fisico austriaco († 1892)
- 7 maggio - Temistocle Zona, astronomo italiano († 1910)
- 10 maggio - Thomas Lipton, mercante e imprenditore scozzese († 1931)
- 11 maggio - Wilhelm Windelband, filosofo tedesco († 1915)
- 13 maggio - Giuseppe Foschiani, vescovo cattolico italiano († 1913)
- 14 maggio - Bonifaciu Florescu, scrittore, critico letterario e traduttore rumeno († 1899)
- 14 maggio - Rudolf Weil, bibliotecario e numismatico tedesco († 1914)
- 15 maggio - Onorato Carlandi, pittore italiano († 1939)
- 15 maggio - Ernest Alexandre Honoré Coquelin, attore francese († 1909)
- 15 maggio - Viktor Michajlovič Vasnecov, pittore russo († 1926)
- 15 maggio - Carl Wernicke, psichiatra e neurologo tedesco († 1905)
- 17 maggio - Alberto Bacchi della Lega, bibliografo e scrittore italiano († 1924)
- 17 maggio - Tony Bandmann, pianista e pittrice tedesca († 1907)
- 17 maggio - Alberto Riva, ingegnere e imprenditore italiano († 1924)
- 18 maggio - Ernest Bambridge, calciatore inglese († 1917)
- 18 maggio - Hermann Diels, filologo classico, storico della filosofia e storico delle religioni tedesco († 1922)
- 20 maggio - Stefano Sommier, botanico, geografo e antropologo italiano († 1922)
- 22 maggio - Hermann Schubert, matematico tedesco († 1911)
- 22 maggio - Fritz von Uhde, pittore tedesco († 1911)
- 23 maggio - Emanuele Beccaria Incisa, diplomatico e politico italiano († 1923)
- 23 maggio - Otto Lilienthal, pioniere dell'aviazione tedesco († 1896)
- 23 maggio - Félicien Trewey, attore francese († 1920)
- 24 maggio - Benno Baginsky, medico tedesco († 1919)
- 24 maggio - William Henry Miller, architetto statunitense († 1922)
- 24 maggio - Salvatore Tolu, arcivescovo cattolico italiano († 1914)
- 25 maggio - Helmuth Johann Ludwig von Moltke, generale tedesco († 1916)
- 25 maggio - John Robert Blayney Owen, calciatore inglese († 1921)
- 26 maggio - Alexander Muirhead, ingegnere inglese († 1920)
- 26 maggio - Alfred von Pallavicini, alpinista, sportivo e militare austriaco († 1886)
- 27 maggio - Angelo Fuchs, ingegnere e architetto italiano († 1920)
- 28 maggio - Maria Bernarda Bütler, religiosa svizzera († 1924)
- 30 maggio - Alberto Capilupi de' Grado, ingegnere e politico italiano († 1905)
- 31 maggio - Francesco Pulci, presbitero, letterato e storico italiano († 1927)

## Giugno(36)
- 3 giugno - Alberto Issel, pittore e imprenditore italiano († 1926)
- 3 giugno - John Pollen, esperantista irlandese († 1923)
- 4 giugno - Adolfo Cozza, scultore, inventore e archeologo italiano († 1910)
- 4 giugno - Giuseppe Giraldi, botanico e religioso italiano († 1901)
- 5 giugno - Pietro Ferrea, medaglista e imprenditore italiano († 1915)
- 6 giugno - Antonio Duarte Gomes Leal, poeta portoghese († 1921)
- 6 giugno - Tullio Gaetano Minelli, politico italiano († 1904)
- 7 giugno - Paul Gauguin, pittore francese († 1903)
- 7 giugno - Arsenij Arkad'evič Goleniščev-Kutuzov, nobile, poeta e scrittore russo († 1913)
- 8 giugno - Joseph Beecham, dirigente d'azienda, imprenditore e politico britannico († 1916)
- 8 giugno - Franklin Hiram King, agronomo statunitense († 1911)
- 8 giugno - Oscar Lamm, ingegnere svedese († 1930)
- 8 giugno - William George Trice, organaro britannico († 1920)
- 10 giugno - Ildebrando de Hemptinne, abate belga († 1913)
- 10 giugno - Ferdinand Tiemann, chimico tedesco († 1899)
- 10 giugno - Pavel Petrovič Ukhtomskij, ammiraglio russo († 1910)
- 12 giugno - John Dalrymple, XI conte di Stair, ufficiale scozzese († 1914)
- 12 giugno - Laurent Marqueste, scultore francese († 1920)
- 12 giugno - Friedrich Seitz, compositore, violinista e insegnante tedesco († 1918)
- 14 giugno - Bernard Bosanquet, filosofo britannico († 1923)
- 14 giugno - Andrea Caron, arcivescovo cattolico italiano († 1927)
- 15 giugno - Graham Bower, diplomatico britannico († 1933)
- 15 giugno - Adolf Lang, architetto ungherese († 1913)
- 16 giugno - Johann Baptist Jordan, presbitero tedesco († 1918)
- 17 giugno - Kim Ung-u, coreano († 1878)
- 17 giugno - Victor Maurel, baritono francese († 1923)
- 17 giugno - James Ryan, vescovo cattolico irlandese († 1923)
- 19 giugno - Henry Louis Manceron, ammiraglio francese († 1917)
- 21 giugno - Ugo Angelo Canello, linguista e filologo italiano († 1883)
- 22 giugno - Paolo Funaioli, psichiatra italiano († 1911)
- 23 giugno - Cesare Aroldi, giornalista e politico italiano († 1921)
- 23 giugno - Vito Donato Epifani, patriota, giurista e scrittore italiano († 1922)
- 23 giugno - Maritcha Remond Lyons, docente, oratrice e attivista statunitense († 1929)
- 25 giugno - Gino Vendemini, poeta e politico italiano († 1911)
- 28 giugno - Corrado Parona, zoologo e medico italiano († 1922)
- 30 giugno - Eugen Netto, matematico tedesco († 1919)

## Luglio(44)
- 1º luglio - Auguste Angellier, poeta francese († 1911)
- 1º luglio - Heinrich Hübschmann, filologo e orientalista tedesco († 1908)
- 2 luglio - Paolo Zunino, avvocato e politico italiano († 1923)
- 3 luglio - Lothar von Trotha, generale tedesco († 1920)
- 3 luglio - Joseph d'Ursel, nobile, politico e senatore belga († 1903)
- 6 luglio - Benigno Crespi, imprenditore italiano († 1910)
- 7 luglio - Francisco de Paula Rodrigues Alves, politico brasiliano († 1919)
- 9 luglio - Roberto I di Parma, duca († 1907)
- 10 luglio - Gert Adendorff, militare sudafricano
- 10 luglio - Damiano di Gerusalemme, arcivescovo ortodosso greco († 1931)
- 10 luglio - Anatolij Michajlovič Stessel', generale russo († 1915)
- 12 luglio - H. Emilie Cady, religiosa e scrittrice statunitense († 1941)
- 12 luglio - Oscar Chilesotti, musicologo e liutaio italiano († 1916)
- 13 luglio - Arthur Dorward, generale britannico († 1934)
- 15 luglio - Vilfredo Pareto, economista, sociologo e ingegnere italiano († 1923)
- 16 luglio - Şehzade Ahmed Kemaleddin, principe ottomano († 1905)
- 16 luglio - Leopold Landau, ginecologo tedesco († 1920)
- 18 luglio - Francesca Armosino, italiana († 1923)
- 18 luglio - William Gilbert Grace, crickettista britannico († 1915)
- 18 luglio - Édouard Kirmisson, chirurgo francese († 1927)
- 18 luglio - Pratap Singh di Jammu e Kashmir, principe indiano († 1925)
- 19 luglio - Francesco Ciceri, vescovo cattolico italiano († 1924)
- 19 luglio - Pietro di Braganza, principe brasiliano († 1850)
- 21 luglio - Gustave Bloch, storico francese († 1923)
- 21 luglio - Giovanni Rivara, imprenditore italiano († 1901)
- 22 luglio - Adolfo Federico V di Meclemburgo-Strelitz, sovrano tedesco († 1914)
- 22 luglio - Arthur James Balfour, politico britannico († 1930)
- 22 luglio - Marc-Edmond Dominé, militare francese († 1921)
- 22 luglio - Lucien Fugère, baritono francese († 1935)
- 22 luglio - Enrico Quajat, entomologo italiano († 1914)
- 24 luglio - Francisco Pradilla, pittore spagnolo († 1921)
- 26 luglio - Henri Lioret, ingegnere e inventore francese († 1938)
- 26 luglio - Giuseppe Savini, linguista italiano († 1904)
- 27 luglio - Friedrich Ernst Dorn, fisico tedesco († 1916)
- 27 luglio - Loránd Eötvös, fisico ungherese († 1919)
- 27 luglio - Richard Carl Meister, linguista tedesco († 1912)
- 27 luglio - Vladimir de Pachmann, pianista russo († 1933)
- 27 luglio - Filippo Smaldone, presbitero italiano († 1923)
- 27 luglio - Boris Vladimirovič Štjurmer, politico russo († 1917)
- 30 luglio - Giovanni Facheris, avvocato e politico italiano († 1918)
- 30 luglio - Michael Innerkofler, alpinista austro-ungarico († 1888)
- 30 luglio - Victor Noir, giornalista francese († 1870)
- 31 luglio - Jean-Baptiste Olive, pittore francese († 1936)
- 31 luglio - Robert Planquette, compositore francese († 1903)

## Agosto(39)
- 1º agosto - Francesco Antonio d'Arco, imprenditore e politico italiano († 1917)
- 1º agosto - Jesper Jespersen, compositore di scacchi danese († 1914)
- 3 agosto - Enrico Golinelli, avvocato e politico italiano († 1911)
- 4 agosto - Albert Theodor Otto von Emmich, generale tedesco († 1915)
- 5 agosto - Clelia Bompiani, pittrice italiana († 1927)
- 5 agosto - Agostino Pepoli, letterato e mecenate italiano († 1910)
- 6 agosto - Behice Sultan, principessa ottomana († 1876)
- 6 agosto - Leonard Howell, calciatore e crickettista inglese († 1895)
- 7 agosto - Francesco Paolo Cacciapuoti, chirurgo e politico italiano († 1934)
- 7 agosto - Alice James, scrittrice statunitense († 1892)
- 8 agosto - Henry Jenner, linguista britannico († 1934)
- 10 agosto - William Michael Harnett, pittore irlandese († 1892)
- 12 agosto - Marcellus Emants, scrittore olandese († 1923)
- 12 agosto - Friedrich Schultze, neurologo tedesco († 1934)
- 14 agosto - Margaret Lindsay Huggins, astronoma irlandese († 1915)
- 15 agosto - Giorgio Arcoleo, giurista e politico italiano († 1914)
- 15 agosto - Albert Bitter, arcivescovo cattolico tedesco († 1926)
- 15 agosto - Friedrich Bohndorff, ornitologo tedesco († 1921)
- 16 agosto - Francis Darwin, botanico britannico († 1925)
- 16 agosto - William Jacob Holland, paleontologo, zoologo e entomologo statunitense († 1932)
- 16 agosto - Vladimir Aleksandrovič Suchomlinov, generale russo († 1926)
- 18 agosto - Augusto Tamburini, psichiatra italiano († 1919)
- 19 agosto - Gustave Caillebotte, pittore francese († 1894)
- 19 agosto - Leonid Dmitrievič Vjazemskij, generale russo († 1909)
- 20 agosto - Sebastiano Martinelli, cardinale italiano († 1918)
- 21 agosto - Giuseppe Dell'Orefice, compositore e direttore d'orchestra italiano († 1889)
- 21 agosto - Paul-Pierre Henry, ottico e astronomo francese († 1905)
- 22 agosto - John Brockbank, attore teatrale e calciatore inglese († 1896)
- 22 agosto - Emma Smith DeVoe, attivista statunitense († 1927)
- 22 agosto - Atenógenes Silva y Álvarez Tostado, arcivescovo cattolico messicano († 1911)
- 24 agosto - Carlo Follini, pittore italiano († 1938)
- 24 agosto - Giuseppe Pizzarelli, politico italiano († 1923)
- 24 agosto - Gaetano Semeraro, giurista italiano († 1923)
- 26 agosto - Édouard Joseph Dantan, pittore francese († 1897)
- 26 agosto - Albert Pitres, neurologo francese († 1928)
- 28 agosto - Paul Clemens von Baumgarten, medico tedesco († 1928)
- 28 agosto - Cesare Nani, giurista italiano († 1899)
- 29 agosto - Paul Albert Bartholomé, scultore e pittore francese († 1928)
- 30 agosto - Serafino Angelini, vescovo cattolico italiano († 1908)

## Settembre(34)
- 1º settembre - Auguste Forel, psichiatra e entomologo svizzero († 1931)
- 3 settembre - Emory Speer, giudice e politico statunitense († 1918)
- 4 settembre - George Edward Dobson, zoologo irlandese († 1895)
- 4 settembre - Giustino Fortunato, politico e storico italiano († 1932)
- 4 settembre - Lewis Latimer, inventore e scienziato statunitense († 1928)
- 4 settembre - Jennie Lee, attrice statunitense († 1925)
- 5 settembre - Elia Millosevich, astronomo italiano († 1919)
- 7 settembre - Emma Cooke, arciera statunitense († 1929)
- 8 settembre - Viktor Meyer, chimico tedesco († 1897)
- 8 settembre - Gustav Schreck, compositore e docente tedesco († 1918)
- 8 settembre - Edward Charles Stirling, antropologo britannico († 1919)
- 10 settembre - James Aguet, imprenditore svizzero († 1932)
- 11 settembre - Émile-Louis Foubert, pittore francese († 1911)
- 11 settembre - Henri Hébrard de Villeneuve, schermidore francese († 1925)
- 14 settembre - Adolf Albin, scacchista rumeno († 1920)
- 14 settembre - Filippo Camassei, cardinale e patriarca cattolico italiano († 1921)
- 15 settembre - Alfred de Glehn, ingegnere francese († 1936)
- 17 settembre - Ernest Guilbert, scultore francese († 1913)
- 18 settembre - Giuseppe Centola, politico e avvocato italiano († 1904)
- 19 settembre - Luigi Corradi, ingegnere italiano († 1921)
- 19 settembre - Stefano Hidalgo, generale italiano († 1918)
- 19 settembre - Gunnar Knudsen, politico norvegese († 1928)
- 20 settembre - Friedrich Soennecken, inventore e imprenditore tedesco († 1919)
- 21 settembre - Orazio Orazi, pittore e presbitero italiano († 1912)
- 21 settembre - Maria Isabella d'Orléans, principessa spagnola († 1919)
- 22 settembre - Jean Revel, scrittore francese († 1925)
- 23 settembre - Inigo Jones, generale britannico († 1914)
- 25 settembre - Luigi Callaini, politico e avvocato italiano († 1933)
- 26 settembre - Helen Allingham, pittrice e illustratrice britannica († 1926)
- 26 settembre - Henry Walters, dirigente d'azienda, collezionista d'arte e filantropo statunitense († 1931)
- 29 settembre - Kamal-ol-Molk, pittore iraniano († 1940)
- 29 settembre - Caroline Yale, inventrice e educatrice statunitense († 1933)
- 30 settembre - Giacomo Calegari, pittore italiano († 1915)
- 30 settembre - Julius Kaftan, teologo tedesco († 1926)

## Ottobre(38)
- 1º ottobre - Ambrogio Borghi, scultore italiano († 1887)
- 1º ottobre - Joseph Lachaud de Loqueyssie, politico francese († 1896)
- 1º ottobre - Achille Tominetti, pittore italiano († 1917)
- 2 ottobre - Augusto Franzoj, giornalista e esploratore italiano († 1911)
- 3 ottobre - Mario Bianchi Bandinelli, politico italiano († 1930)
- 3 ottobre - Enrico Pio di Borbone, nobile spagnolo († 1894)
- 3 ottobre - Henry Lerolle, pittore francese († 1929)
- 3 ottobre - Alfonso Rubbiani, restauratore e letterato italiano († 1913)
- 3 ottobre - Luigi Talamoni, presbitero italiano († 1926)
- 5 ottobre - Édouard Detaille, pittore francese († 1912)
- 5 ottobre - Guido von List, poeta, giornalista e esoterista austriaco († 1919)
- 8 ottobre - Emilio Barbieri, baritono italiano († 1899)
- 8 ottobre - Marcos Morínigo, politico paraguaiano († 1901)
- 8 ottobre - Pierre de Geyter, operaio e musicista belga († 1932)
- 9 ottobre - Antonio Curri, architetto, decoratore e pittore italiano († 1916)
- 9 ottobre - Frank Duveneck, pittore statunitense († 1919)
- 9 ottobre - Caroline Alice Elgar, poetessa e scrittrice inglese († 1920)
- 9 ottobre - Ignazio Efrem II Rahmani († 1929)
- 9 ottobre - Ethelbert Talbot, vescovo anglicano statunitense († 1928)
- 10 ottobre - Retheos Berberian, pedagogista, giornalista e scrittore armeno († 1907)
- 10 ottobre - Josep Vilaseca, architetto spagnolo († 1910)
- 11 ottobre - Ādolfs Alunāns, commediografo lettone († 1912)
- 11 ottobre - Alfred Hart Everett, funzionario e naturalista britannico († 1898)
- 11 ottobre - Enrico Soulier, politico italiano († 1920)
- 12 ottobre - Cesare Saldini, ingegnere italiano († 1922)
- 13 ottobre - Salome Dadiani, principessa georgiana († 1913)
- 13 ottobre - Gennaro Pantalena, attore e impresario teatrale italiano († 1915)
- 14 ottobre - Siegfried von Clary und Aldringen, diplomatico e nobile austriaco († 1929)
- 15 ottobre - Harmon Northrop Morse, chimico e docente statunitense († 1920)
- 16 ottobre - Giuseppe Fasce, politico italiano († 1910)
- 16 ottobre - Karl Vollmöller, filologo tedesco († 1922)
- 18 ottobre - Candy Cummings, giocatore di baseball statunitense († 1924)
- 23 ottobre - Amalia di Sassonia-Coburgo-Koháry, principessa tedesca († 1894)
- 25 ottobre - Carlo Emery, entomologo italiano († 1925)
- 25 ottobre - Karl Emil Franzos, scrittore e giornalista austriaco († 1904)
- 26 ottobre - Maria Anna Donati, religiosa italiana († 1925)
- 30 ottobre - Francesco Maria Centi, politico italiano († 1907)
- 31 ottobre - Boston Custer, esploratore statunitense († 1876)

## Novembre(33)
- 1º novembre - Jules Bastien-Lepage, pittore francese († 1884)
- 1º novembre - Alfredo Pioda, giurista, filosofo e politico svizzero († 1909)
- 3 novembre - Eduard Sonnenburg, chirurgo tedesco († 1915)
- 5 novembre - James Whitbread Lee Glaisher, matematico britannico († 1928)
- 7 novembre - B. B. Comer, imprenditore e politico statunitense († 1927)
- 8 novembre - Gottlob Frege, matematico, logico e filosofo tedesco († 1925)
- 8 novembre - Julius von Pflugk-Harttung, storico tedesco († 1919)
- 11 novembre - Orazio Comes, botanico italiano († 1917)
- 11 novembre - Hans Delbrück, storico e politico tedesco († 1929)
- 11 novembre - Gustav Karpeles, storico e editore tedesco († 1909)
- 11 novembre - Zinovij Petrovič Rožestvenskij, ammiraglio russo († 1909)
- 11 novembre - Carlo Salvioli, scacchista e notaio italiano († 1930)
- 12 novembre - Febo Bottini, architetto italiano († 1927)
- 12 novembre - Eduard Müller, politico e avvocato svizzero († 1919)
- 13 novembre - Alberto I di Monaco, principe monegasco († 1922)
- 13 novembre - William Hillman, progettista e imprenditore britannico († 1921)
- 13 novembre - Stanislas-Arthur-Xavier Touchet, cardinale e vescovo cattolico francese († 1926)
- 14 novembre - William Carr, calciatore inglese († 1924)
- 14 novembre - Sándor Wekerle, politico ungherese († 1921)
- 17 novembre - Dante Cusi, imprenditore italiano († 1928)
- 18 novembre - Louis Edward Hostlot, presbitero statunitense († 1884)
- 19 novembre - Alessandro Biggi, politico e scultore italiano († 1926)
- 20 novembre - Giovanni Maria Boccardo, presbitero italiano († 1913)
- 22 novembre - Henri de Gaulle, funzionario e insegnante francese († 1932)
- 24 novembre - Lilli Lehmann, soprano tedesco († 1929)
- 25 novembre - William Frederick Denning, astronomo britannico († 1931)
- 25 novembre - María Catalina Irigoyen Echegaray, religiosa spagnola († 1918)
- 25 novembre - Joseph Lyman Silsbee, architetto statunitense († 1913)
- 27 novembre - Maximilian von Prittwitz, generale tedesco († 1917)
- 27 novembre - Henry Augustus Rowland, fisico statunitense († 1901)
- 28 novembre - Federico Della Chiesa, avvocato, scrittore e politico italiano († 1920)
- 28 novembre - Ida Lumley, nobildonna inglese († 1936)
- 29 novembre - Paul Marie Cesar Gerald Pau, generale francese († 1932)

## Dicembre(32)
- 1º dicembre - Francesco Compagna, politico italiano († 1925)
- 2 dicembre - Giovanni Peroni, imprenditore e ingegnere italiano († 1922)
- 3 dicembre - Vittoria di Mirafiori, nobildonna italiana († 1905)
- 3 dicembre - August Müller, orientalista tedesco († 1892)
- 3 dicembre - Nielsine Zehngraf, fotografa danese († 1932)
- 6 dicembre - Johann Palisa, astronomo austriaco († 1925)
- 9 dicembre - Joel Chandler Harris, giornalista e scrittore statunitense († 1908)
- 9 dicembre - Gabriel von Seidl, architetto tedesco († 1913)
- 10 dicembre - John Wodehouse, II conte di Kimberley, nobile e politico inglese († 1932)
- 11 dicembre - Georges Izambard, insegnante francese († 1931)
- 13 dicembre - Enrico Forlanini, ufficiale, inventore e pioniere dell'aviazione italiano († 1930)
- 13 dicembre - Henry Grant, generale inglese († 1919)
- 16 dicembre - Albrecht von Alvensleben-Schönborn, storico tedesco († 1928)
- 17 dicembre - William Wynn Westcott, medico inglese († 1925)
- 19 dicembre - Amélie Beaury-Saurel, pittrice francese († 1924)
- 19 dicembre - Théophile Homolle, archeologo, grecista e funzionario francese († 1925)
- 19 dicembre - Jules Richard, fotografo, inventore e imprenditore francese († 1930)
- 20 dicembre - Hans Watzek, fotografo austriaco († 1903)
- 22 dicembre - Reginald Carey Brenton, ammiraglio messicano († 1921)
- 22 dicembre - Ulrich von Wilamowitz-Moellendorff, filologo classico e grecista tedesco († 1931)
- 23 dicembre - Vasilij Ivanovič Nemirovič-Dančenko, scrittore, poeta e giornalista russo († 1936)
- 24 dicembre - Luigi Roux, politico, giornalista e editore italiano († 1913)
- 24 dicembre - Brandon Thomas, attore e drammaturgo inglese († 1914)
- 25 dicembre - Alberto Castoldi, ingegnere e politico italiano († 1922)
- 25 dicembre - Enrico Golisciani, librettista italiano († 1918)
- 25 dicembre - Henry Greffulhe, nobile e politico francese († 1932)
- 27 dicembre - Dmitrij Aleksandrovič Klemenc, rivoluzionario, etnografo e archeologo russo († 1914)
- 27 dicembre - Giovanni Battista Pirelli, imprenditore, ingegnere e politico italiano († 1932)
- 30 dicembre - Raoul Ponchon, poeta e giornalista francese († 1937)
- 30 dicembre - María Dolores Rodríguez Sopeña, religiosa spagnola († 1918)
- 31 dicembre - Aureliano Blanquet, generale e politico messicano († 1918)
- 31 dicembre - Amos Burn, scacchista inglese († 1925)

## Senza giorno specificato(64)
- Germán Álvarez Algeciras, pittore spagnolo († 1900)
- Karl von Amira, giurista, storico e filologo tedesco († 1930)
- Alfred Angot, meteorologo francese († 1924)
- Henry Edward Armstrong, chimico inglese († 1937)
- Joseph Arthur, commediografo e attore teatrale statunitense († 1906)
- Leopoldo Barboni, saggista e romanziere italiano († 1921)
- Antonio Biondi, botanico italiano († 1929)
- Leone Bolaffio, giurista italiano († 1940)
- Silvio Bonardi, patriota italiano († 1903)
- Giuseppe Bracci, attore teatrale italiano († 1907)
- Martino Cafiero, giornalista italiano († 1884)
- Louis-Robert Carrier-Belleuse, scultore e pittore francese († 1913)
- Giovanni Casella, militare statunitense
- Eugène Chaffanel, pittore francese († 1929)
- Cheng Tinghua, artista marziale cinese († 1900)
- Cut Nyak Dhien, guerrigliera indonesiana († 1908)
- Silvio De Pretto, ingegnere e imprenditore italiano († 1933)
- Massimo Del Carlo, politico e medico italiano († 1919)
- Pony Diehl, pistolero statunitense († 1888)
- Aleksandr Vasil'evič Dolgušin, rivoluzionario russo († 1885)
- Walter Duncan, pittore britannico († 1932)
- Aristide Faccioli, ingegnere italiano († 1920)
- Nellie Farren, attrice e cantante britannica († 1904)
- Pedro Gailhard, basso e direttore teatrale francese († 1918)
- Giuseppe Gambini, avvocato e politico italiano († 1922)
- Francesco Garzes, attore teatrale e commediografo italiano († 1895)
- Vladis Gavrilidis, giornalista greco
- Ludwig Geiger, storico tedesco († 1919)
- Luigi Giorgi, orafo, incisore e medaglista italiano († 1912)
- Giuseppina Giovanelli, attrice teatrale italiana († 1890)
- Vladimir Gavrilovič Glazov, generale e politico russo († 1920)
- Israel Grodner, attore teatrale lituano († 1887)
- Isa ibn Ali Al Khalifa, sovrano bahreinita († 1932)
- Waldemar Rosenberger, ingegnere e glottoteta russo († 1918)
- Imdad Khan, musicista indiano († 1920)
- Munírih Khánum, persiana († 1938)
- Gaetano Lanza, scienziato statunitense († 1928)
- Ida Lewis, attrice statunitense († 1935)
- Antonio Machado Álvarez, scrittore e etnografo spagnolo († 1893)
- Antonio Malchiodi, pittore italiano († 1915)
- Maryana Marrash, scrittrice, poetessa e giornalista siriana († 1919)
- Mírzá Mihdí, religioso persiano († 1870)
- Gaetano Montedoro, poeta e letterato italiano († 1935)
- Josef Václav Myslbek, scultore ceco († 1922)
- Giuseppe Nathan, politico e militare italiano († 1881)
- Nazikeda Kadın, principessa abcasa († 1895)
- Neşerek Kadin, nobile († 1876)
- Thomas Power O'Connor, giornalista irlandese († 1929)
- Nazim Pascià, militare e politico ottomano († 1913)
- Ramon Picó i Campamar, poeta spagnolo († 1916)
- Carlo Ponticelli, politico italiano († 1907)
- Julija Ivanovna Prušakevič, rivoluzionaria russa († 1885)
- Rama Varma XIV, principe indiano († 1888)
- Victoire Rasoamanarivo, beata malgascia († 1894)
- Aleksej Vasil'evič Rekeev, religioso, traduttore e missionario russo († 1932)
- Toby Winema Riddle, diplomatica nativa americana († 1920)
- Friedrich Julius Schilsky, entomologo tedesco († 1912)
- Christian Ernst Stahl, botanico tedesco († 1919)
- Mary Thomas, sindacalista e attivista danese († 1905)
- Filippo Tronci, organaro italiano († 1918)
- Adolf Weil, medico tedesco († 1916)
- Richard Whateley West, pittore irlandese († 1905)
- Tristão de Alencar Araripe Jr., scrittore brasiliano († 1911)
- Publio de Tommasi, pittore italiano († 1914)